# Hermann von Abendroth
Hermann von Abendroth (* 11. August 1807 in Kössern; † 18. Dezember 1884 in Grimma) war ein Abgeordneter des sächsischen Landtags.

## Herkunft
Er war der einzige Sohn des Gutsbesitzers Ferdinand von Abendroth (* 16. August 1782; † 30. Dezember 1827) und dessen erster Ehefrau Christiane Wilhelmine Ranft (* Juni 1784; † 3. Januar 1811). Christian Friedrich von Abendroth war sein Großvater.

## Leben
Nach dem Besuch der Königlichen Landesschule zu Grimma studierte Abendroth zunächst Rechtswissenschaften an der Universität Leipzig. Im Dezember 1827 erbte er von seinem Vater das Rittergut Kössern.
Abendroth war zunächst stellvertretender Abgeordneter der Zweiten Kammer des Sächsischen Landtages von 1842/43 und 1845/46. Ab 1847 war er Abgeordneter, dann ritterschaftlicher Abgeordneter ab 1848 und gehörte als solcher der Kammer auch 1851/52, 1854 und 1854/55 an.

## Familie
Er heiratete am 1. Juni 1830 in Leipzig Mathilde Weber (* 15. Mai 1808; † 25. Juli 1872). Das Paar hatte mehrere Kinder:
- Sidonie (* 30. Juni 1831) ⚭ 1858 Friedrich von Sandersleben († 23. Mai 1903), sächsischer Generalmajor
- Klemens (* 21. November 1832; † 27. September 1861), Gerichtsakulator
- Alfred (* 20. Juli 1836; † 24. April 1894), Herr auf Kössern
- Max (* 17. Juni 1840; † 20. Dezember 1903), Herr auf Kössern ⚭ 1879 Julie Anna Viktoria von Vangerow (* 7. Juli 1858)